# Francisco de Ocáriz y Ochoa

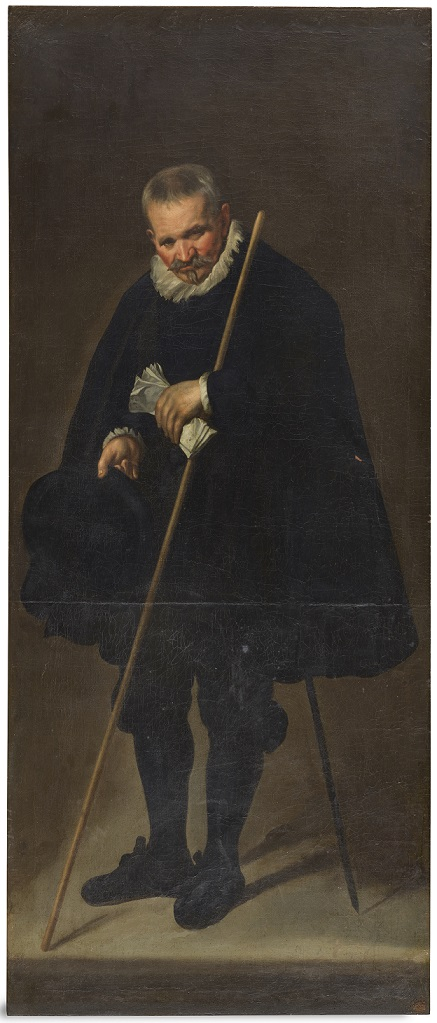
Francisco de Ocáriz y Ochoa, copia de autor anónimo del original perdido de Velázquez, Museo del Prado

El retrato de Francisco de Ocáriz y Ochoa  fue un cuadro pintado al óleo sobre lienzo por Diego Velázquez en la década de 1630. Representaba a un bufón o, como se llamaban en la época, un hombre de placer del rey Felipe IV, entre 1633 y 1638. El retrato está hoy en paradero desconocido. Anteriormente fue conocido como Alcalde Ronquillo, también se le llamó Alcalde de Zalamea. 

## Historia
El retrato de Francisco de Ocáriz y Ochoa formaba parte de la serie de retratos de bufones u hombres de placer, cinco o seis retratos que formaban el más extraño conjunto iconográfico de los que decoraban el Palacio del Buen Retiro. Es formalmente muy similar al seguramente mejor retrato de la serie, Pablo de Valladolid, ambos compuestos de una figura que se sostiene en un espacio construido del mismo modo, sin línea que separe suelo y pared. Vara, pies y espada son las tres puntas de la sombra de Ocáriz, única referencia espacial en un espacio continuo y enigmático. Podemos identificarlo gracias a la documentación de archivo y por su vestimenta: viste de riguroso negro (para actuar en presencia del rey había de estar elegante), con capa corta, y lleva una vara y unos memoriales en la mano, con la otra se quita el sombrero en actitud de saludo. Todo esto hace referencia al oficio de portero de vara, quien atendía a los alcaldes de corte en los juicios. 
El conjunto de los bufones fue seguramente encargado por el rey, para conservar un recuerdo de sus gracias, por lo tanto, según Cruz Valdovinos, seguramente fueron todos pintados representando sus respectivas actuaciones, con su caracterización típica y en actitud relacionada con su número. En este caso, Ocáriz y Ochoa haría una actuación de humor relacionada con juicios. 
En gran parte de la bibliografía se le llama Alcalde Ronquillo, quizá a consecuencia de Antonio Ponz, que así lo llamó en su Viage de España cuando lo vio en las colecciones reales; en algún inventario se le llama también Alcalde de Zalamea, también erróneamente. 
Se conoce la apariencia del cuadro desaparecido gracias a un grabado realizado por Francisco de Goya hacia 1778-1785 y a una copia de autor anónimo que perteneció a la colección del marqués de Casa-Torres y posteriormente, por herencia, a la reina Fabiola de Bélgica. Esta copia, que estuvo desaparecida durante décadas, fue comprada por el Ministerio de Cultura de España para el Museo del Prado y depositada allí en diciembre de 2020.